# 2-metilheptano
El 2-metilheptano es una alcano de cadena ramificada con fórmula molecular C8H18.